# Massa Carcerária
 Massa Carcerária (também conhecida como  Massa,  Neutros,  Tudo Neutro,  TDN  ou  MC7) é uma facção criminosa oriunda do Estado do Ceará. Surgiu em 2021 após integrantes cearenses da facção Comando Vermelho demonstrarem descontentamento com os rumos da organização criminosa e decidirem deixar o grupo . Membros do CV no Ceará criticavam o "Conselho Permanente" da facção, acusando-o de centralização de poder e má gestão de recursos (como a "caixinha" — taxa paga por faccionados para auxílio jurídico e familiar) .
A decisão provocou uma sangrenta guerra entre os antigos aliados, sobretudo, em regiões como a Grande Messejana  e Caucaia . Pelo menos, duas chacinas foram motivadas pelas disputas entre Massa e CV. A primeira ocorreu em Boqueirão das Araras, em Caucaia, tendo deixado cinco mortos em 1º de agosto de 2021 . Já a segunda chacina deixou seis mortos no bairro Sapiranga, em Fortaleza, em 25 de dezembro de 2021  .
Após a debandada de criminosos do CV, também integrantes da facção Guardiões do Estado (GDE) decidiram deixar o grupo e passaram a se autodenominar Massa . Também neste caso houve diversos episódios de violência, incluindo uma chacina que deixou quatro mortos na comunidade do Lagamar, em Fortaleza, em fevereiro de 2022 .
Além de homicídios, a ascensão da Massa resultou em expulsão de moradores. Comunidades como Vila Nova, em Caucaia, e o residencial Maria Tomásia, no Jangurussu, registraram dezenas de famílias expulsas sob acusação de colaboração com rivais .
Um relatório da Delegacia Metropolitana de Caucaia datado de dezembro de 2022 indicou que a Massa havia se tornado a maior facção de Caucaia  . Em meados de 2023, a Massa passou a manter uma aliança com o Primeiro Comando da Capital (PCC) .